# Strelec A*
Strelec A* [strélec á zvézdica] (Sagittarius A*, okrajšava Sgr A*) je svetel in zelo gost vir radijskega sevanja v središču krajevne Galaksije kot del večjega astronomskega pojava v tem območju (Strelec A) na razdalji 26.000 svetlobnih let. 16. oktobra 2002 je mednarodna skupina, ki jo je vodil Rainer Schödel z Inštituta Maxa Plancka za zunajzemeljsko fiziko, objavila opazovanja gibanja zvezde S2 v bližini Strelca A* za dobo desetih let. Iz opazovanj skupine je razvidno, da je Strelec A* zelo masivno gosto telo. S podatki keplerske tirnice za S2 so določili maso Strelca A* 2,6± 0,2 milijona Sončevih mas, ki se nahaja v prostornini s polmerom ne večjim od 17 svetlobnih ur (120 a.e.). Kasnejša opazovanja  so dala vrednost za maso približno 3,7 milijone Sončevih mas znotraj krogle s polmerom ne večjim od 6,25 svetlobnih ur (45 a.e.). Sončeva masa je za primerjavo približno 2·1030 kg, Neptunova glavna polos pa je 30 a.e.
Podatki opazovanj kažejo in potrjujejo domnevo da je Strelec A* supermasivna črna luknja.
Več skupin raziskovalcev, med njimi skupine na Narodnem radijskem astronomskem observatoriju (NRAO) in Astronomskem observatoriju Šanghaj, je poskusilo dobiti slike Strelca A* v radijskem spektru s pomočjo VLBI. Slike, ki so jih dobili, se ujemajo z radijskim sevanjem Strelca A* in so povezane z akrecijskim diskom in polarnimi curki supermasivne črne luknje.
Strelec A* je povezan s supermasivno črno luknjo in kar so raziskovalci videli, natančno ni črna luknja sama. Opazovana radijska in infrardeča energija izvira iz plina in prahu s temperaturo milijon stopinj, ki padata v črno luknjo. Črna luknja sama oddaja le Hawkingovo sevanje. V bližnji prihodnosti bodo astronomski interferometri omogočili neposredni pogled na dogodkovno obzorje.
Koordinati vira (J2000,0) sta: α 17h 45m 40,045s, δ −29,00775° (približno 10° proti zahodu od središča ozvezdja Strelec proti Škorpijonu.)